# Gebrüder Volkart
Das Handelshaus Gebrüder Volkart mit Sitz in Winterthur wurde 1851 gegründet und war ein in der Schweiz führendes Unternehmen im Handel mit Kolonialwaren und bis 1999 viertgrösster Baumwollhändler der Welt. Das Unternehmen ging in der Firma Reinhart Winterthur auf. Die Volkart Stiftung, gegründet 1951, fördert Projekte und Initiativen in den Bereichen Ökologie, Soziales, Medien und Dokumentarfilm.

## Geschichte
Zwei Jahre nach der Aufhebung der Navigationsakte für Indien wurde am 1. Februar 1851 die Kollektivgesellschaft Gebrüder Volkart mit Sitz in Winterthur und Bombay von Salomon Volkart und seinem Bruder Johann Georg Volkart gegründet. Das Handelsunternehmen importierte Baumwolle, Tee, Öle, Kaffee, Kakao, Gewürze, Kautschuk und andere Kolonialwaren aus Indien und exportierte dafür Seife, Papier, Streichhölzer, Uhren, Textilien, Maschinen und andere industrielle Güter in den Subkontinent. Das Geschäft war erfolgreich, und so wurden Niederlassungen in Colombo (1857), Cochin (1859) und Karachi (1861) gegründet. In Winterthur leistete sich das Familienunternehmen ab 1859 die Villa Wehntal an der Römerstrasse als repräsentativen Firmen- und Wohnsitz, wechselte jedoch fünf Jahre später ins sogenannte «Nötzlihaus».
Als Johann Georg Volkart 1861 unerwartet verstarb, musste Salomon Volkart die Geschäfte mit familienfremden Partnern weiterführen. In diese Zeit fällt die Gründung einer Tochtergesellschaft in London (1868). 1871 musste der Geschäftssitz wiederum gewechselt werden und man zog in das Haus zur Gloria an der Stadthausstrasse um. Bedingt durch politische und wirtschaftliche Schwierigkeiten, häufige Wechsel im Kader seines Unternehmens sowie seine angeschlagene Gesundheit zog sich Salomon Volkart 1875 aus der aktiven Geschäftstätigkeit zurück und wirkte bis zu seinem Tod 1893 nur noch als stiller Teilhaber. 1879 wechselte man den Hauptsitz abermals und zog ins Gebäude der ehemaligen Bank in Winterthur. 1905 errichtete das Unternehmen als erstes eigenes Verwaltungsgebäude das Volkart-Haus beim Hauptbahnhof Winterthur.
Durch die Heirat von Lilly Volkart (1855–1916) mit Theodor Reinhart gelangte das Geschäft 1912 in die Hände der Familie Reinhart, die die Geschicke des Handelshauses noch bis heute lenkt. 1926 konnte das Unternehmen bereits 80 Zweigstellen in Indien verzeichnen und war damit der wichtigste Repräsentant der Schweiz in Indien. Auch musste der Hauptsitz abermals gewechselt werden und das Unternehmen zog in das Verwaltungsgebäude Gebrüder Volkart am St. Georgenplatz 2 gleich beim Bahnhof – dort blieb man bis 1955, als die Firmenleitung wieder in das Volkart-Haus zurückzog. Zwei Söhne von Theodor, Georg und Werner, waren später auch am Unternehmen beteiligt. Sie haben sich, wie bereits ihr Vater, auch als Mäzene einen Namen gemacht. 1985 übernahm Andreas Reinhart das Unternehmen in der fünften Generation und wurde durch Auskauf der übrigen Familienmitglieder der alleinige Besitzer. In der Folge begann er eine rege Investitions- und Beteiligungspolitik, die aber grösstenteils fehlschlug und so auch das Unternehmen schwächte. Ausserdem verstärkte er das Engagement im kulturellen Bereich. Das Unternehmen unterhält heute einige Stiftungen; es war massgeblich an der Gründung des Fotomuseums Winterthur beteiligt und ist immer noch im Kunstbereich engagiert.
1989 verkaufte das Unternehmen seinen Kaffeehandel an die Erb-Gruppe; das Kaffeegeschäft firmiert seither unter dem Namen Volcafe, der an den Ursprung erinnert. Bis zum Ausstieg aus dem Baumwollhandel 1999 war das Handelshaus Volkart weltweit der viertgrösste Baumwollhändler. Ebenfalls bis 1999 hatte das Handelshaus eine Mehrheitsbeteiligung am 1951 mitgegründeten Suhrkamp-Verlag. Die Website des Volkart-Unternehmens verweist heute nur noch auf die diversen Stiftungen; eine eigene Geschäftstätigkeit – abgesehen von diversen Beteiligungen – besitzt das ehemalige grosse Handelsunternehmen nicht mehr.